# Кубок данської ліги з футболу
Кубок данської ліги (дан. Liga Cuppen) — колишній данський футбольний турнір, організований данською професійною футбольною лігою, в початковій формі створений для всіх данських футбольних команд вищого дивізіону.

## Історія
Змагання проводилося в різних форматах і змінювало свою назву в залежності від спонсора. Наприклад в 1984 році данський Кубок Ліги називався Гран-прі Carlsberg. Тоді трофей вдалося виграти «Брондбю». Натомість в 1996 році назва була змінена на Кубок Spar, який здобув «Копенгаген». Останній раз Кубок Ліги проводився як офіційний турнір у 1996 році після чого знову з'явився у 2005–2006 роках під назвою Tele2 LigaCup. Ігри цього кубку не враховуються як офіційні матчі данською футбольною асоціацією, оскільки матчі складались лише з одного тайму (45 хвилин).

## Формат
Tele2 LigaCup мав обмежений список учасників і проводився як простий круговий турнір між першою трійкою данської Суперліги. Матчі складались з одного тайму (45 хвилин). Якщо після основного ігрового часу переможець не був визначений — призначалася серія пенальті. Переможцю не надавалося право грати в турнірах УЄФА.

## Фінали (2005–2006)
| Рік  | Переможець | Рахунок | Фіналіст    | Стадіон           | Глядачі | Дата       |
| ---- | ---------- | ------- | ----------- | ----------------- | ------- | ---------- |
| 2005 | Брондбю    | 2:1     | Мідтьюлланн | Брондбю, Бреннбю  |         | 13.07.2005 |
| 2006 | Брондбю    | 1:0     | Копенгаген  | Фарум Парк, Фарум |         | 16.07.2006 |

## Переможці та фіналісти
| Рік  | Переможець | Фіналіст    |
| ---- | ---------- | ----------- |
| 1984 | Брондбю    | -           |
| 1996 | Копенгаген | -           |
| 2005 | Брондбю    | Мідтьюлланн |
| 2006 | Брондбю    | Копенгаген  |